# Aimé Blaise
Pour les articles homonymes, voir Blaise.
Aimé-Gustave Blaise est un sculpteur français, né le 28 juillet 1877 à Anzin, et mort le 28 mai 1961 à Lille.

## Biographie
Fils de mineur, Aimé Blaise travaille très tôt comme ajusteur au chantier des mines d'Anzin mais s’adonne, dès qu’il le peut, au modelage de bustes en terre.
Après l’Académie de Valenciennes où il obtient de nombreuses récompenses, il entre en 1895 à l'École des beaux-arts de Paris où il suit les cours de Louis-Ernest Barrias et de Jules Coutan.
Il obtient un second prix de Rome en 1904 et est lauréat du premier grand prix deux ans plus tard, en 1906, pour sa sculpture La Mort de Narcisse. Il devient pensionnaire de la villa Médicis à Rome de 1907 à 1910.
En 1922, il est nommé professeur à l'école des beaux-arts de Lille où il aura pour élève une nouvelle génération de sculpteurs, parmi lesquels il faut compter Émile Morlaix, Lucien Fenaux, Gaston Watkin, Gérard Choain ou René Leleu.
Blaise est enterré au cimetière d’Anzin où sa tombe est ornée de son autoportrait en buste.
Une rue d'Anzin porte son nom.

## Œuvres dans les collections publiques
- Anzin :
  - musée Théophile-Jouglet : Buste de Gustave Thiénard, maire d’Anzin entre 1913 et 1919.
  - rue des Martyrs, à côté de l'église Sainte-barbe : Monument à Lucien Jonas, inauguré le 16 octobre 1949[4].
- Lille :
  - cimetière de l'Est : Maurice Planque, 1926, buste en bronze.
  - cimetière du Sud : Arthur Maes, médaillon en bronze.
  - palais des beaux-arts :
    - Conscience, 1907 ;
    - Dernier baiser.

  - Le 48e mobile, vers 1928, statue en bronze.
- Paris, école nationale supérieure des beaux-arts : La Mort de Narcisse, 1906.

## Salons
- Salon des artistes français :
  - 1911 :
    - Le Dénicheur, statue en plâtre, no 3122.
    - Caïn, groupe en plâtre, no 3123.

### Sources
- « Aimé Blaise, sculpteur modeste mais brillant », La Voix du Nord, 25 septembre 2009.